# 狂野飙车系列
狂野飙车是由Gameloft制作发行的系列赛车游戏。第一部是《狂野飙车GT》（Asphalt: Urban GT）。
该系列游戏中的《狂野飙车6：火线追击》于2011年发布了Mac OS X版本，这是该系列游戏首次登录了除手机、掌机平台之外的平台。

## 系列
以下为狂野飙车游戏系列：

### 正傳作品
- 狂野飆車GT（Asphalt Urban GT）（手机, Nintendo DS, N-Gage）
- 狂野飆車GT2（Asphalt: Urban GT 2|Asphalt 2: Urban GT）（Mobile, Nintendo DS, N-Gage, PlayStation Portable, Symbian）
- 狂野飙车3：街头规则（Asphalt 3: Street Rules）（Mobile）
- 狂野飙车4：精英竞速（Asphalt 4: Elite Racing）（iOS, iPod, DSiWare, Mobile）
- 狂野飙车5（Asphalt 5）（iOS, Palm Pre, Android）
- 狂野飙车6：火线追击（Asphalt 6: Adrenaline）（iOS, Android, Symbian, Mac OS）
- 狂野飙车7：极速热力（Asphalt 7: Heat）（iOS, Android, BlackBerry, Windows Phone, Windows 8／Windows RT）
- 狂野飙车8：极速凌云（Asphalt 8: Airborne）（iOS, Android, Windows Phone, Windows 8／Windows RT）
- 狂野飆車：傳奇集結（Asphalt Legends Unite）(ios,Android,Windows10、11,Nintendo Switch,PlayStation4、5,Xbox One、S/X,）

### 外傳作品
- 狂 野飙车3D (Asphslt 3D) Nintendo 3DS
- 狂野飙车奥迪 RS 3 (Asphslt Audi RS 3) ios
- 狂野飙车：喷射 (Asphslt:Injection) Ps Vita
- 狂野飙车：警匪追逐（Asphalt Overdrive）
- 狂野飆車：氮氣爆衝（Asphalt Nitro）（Android, JavaME, Tizen）
- 狂野飆車：极限越野（Asphalt Xtreme）（iOS, Android, Windows 8, Windows Phone 8, Windows Phone 10, Windows 10）
- 狂野飆車：街头风暴（Asphalt Street Storm Racing）（iOS, Android, Windows 8, Windows Phone 8, Windows Phone 10, Windows 10）
- 狂野飆車：氮氣爆衝2（Asphalt Nitro 2）（Android）